# Rancho Nuevo, Paso del Macho
Rancho Nuevo är en ort i Mexiko.   Den ligger i kommunen Paso del Macho och delstaten Veracruz, i den sydöstra delen av landet, 250 km öster om huvudstaden Mexico City. Rancho Nuevo ligger 539 meter över havet och antalet invånare är 244.
Terrängen runt Rancho Nuevo är kuperad åt sydväst, men åt nordost är den platt. Terrängen runt Rancho Nuevo sluttar österut. Runt Rancho Nuevo är det ganska tätbefolkat, med 155 invånare per kvadratkilometer. Närmaste större samhälle är Córdoba, 18,6 km sydväst om Rancho Nuevo. Trakten runt Rancho Nuevo består till största delen av jordbruksmark.